# Cham Khazām-e Yek
Cham Khazām-e Yek (persiska: چم خزام یک, Cham Kazām-e Yek) är en ort i Iran.   Den ligger i provinsen Khuzestan, i den centrala delen av landet, 500 km sydväst om huvudstaden Teheran. Cham Khazām-e Yek ligger 24 meter över havet och antalet invånare är 115.
Terrängen runt Cham Khazām-e Yek är mycket platt. Runt Cham Khazām-e Yek är det ganska tätbefolkat, med 144 invånare per kvadratkilometer. Närmaste större samhälle är Veys, 17,8 km söder om Cham Khazām-e Yek. Omgivningarna runt Cham Khazām-e Yek är i huvudsak ett öppet busklandskap.